# フセイン・チャラヤン
フセイン・チャラヤン （Hussein Chalayan トルコ語表記:Hüseyin Çağlayan,1970年生 - ）は、イギリスのファッションデザイナーで、ファッションブランドの名前である。
キプロスの首都ニコシアで、トルコ系キプロス人として生まれた。母国語はトルコ語。
1982年、12歳で両親が離婚、父に引き取られてチャラヤンはイギリスに渡る。イギリス国籍を取得。それ以降、父はイギリスでレストランを経営。中等教育を受けた後、リーミントン・スパにある大学の基礎コースに進学。そこで「肉の切身をプリントした布」を思いつき、それが認められ、セントラル・セント・マーチンズに入学。デザインを学ぶ。
セントマーチンズの卒業コレクション「土中に埋められていた服」で一躍注目を浴びる。卒業コレクションは後にブラウンズのショーウィンドウを飾ることとなる。 （※「土中に埋められていた服」：卒業コレクション用の服を庭の土の中に埋め、それがどのように腐敗していくかを研究したもの。）
1995年にロンドンでコレクションデビューし、ロンドン・ファッションデザイン・アウォードで、100の出展中1位を獲得。賞金を得て、同年のロンドン・ファッション・ウィークに出展した。
1998年になると、セイ・ニューヨーク(TSE New York)のデザイナーに就任し、三年間勤めた。
2001年に、スポンサーが倒産したため、資金難に陥ったが、その後イタリアのジボ・コー社からの資金協力を得て、ブランドを再建。 翌年にロンドンからパリに拠点を移し、春夏コレクションからパリコレクションに参加した。2003年には、フレグランスも発表し、活躍の場を広げた。
2006年6月、大英帝国勲章を受章。 
2008年、プーマのクリエイティブディレクターに就任し、2010年からはプーマとコラボレーションを行って作ったブランド、アーバンモビリティー(urban mobility)を発表した。
2012年の初夏コレクションからは、チャラヤン(Chalayan)にブランド名を改め、成長を続けている。
テート・モダンや、ヴィクトリア＆アルバート美術館に彼の作品が展示されており、そのミニマムでエレガントな服創りには高い評価がされている。